# Изи Памаш
Изи Памаш (мар. Кокшародо) — деревня в Сернурском районе Республики Марий Эл. Входит в состав Марисолинского сельского поселения.

## География
Находится в северо-восточной части республики Марий Эл на расстоянии приблизительно 12 км на север-северо-запад от районного центра посёлка Сернур.

## История
Известна с 1746 года как починок, где проживали 11 мужчин, в 1764 году — 20. В 1834 году числилось 17 дворов, проживали 100 человек. В 1969 году насчитывалось 63 мужчины, 58 женщин, мари. В 1884—1885 годах здесь (Изи Памаш или Шуду-Мари) имелось 25 дворов и 144 жителя, мари. В 1927 году числилось 27 марийских и 8 русских дворов, проживали 139 мари, 46 русских. К 1975 году в деревне осталось 37 дворов, проживали 196 человек. В 1988 году было 33 дома, проживали 119 человек. В 2004 году отмечено 39 дворов. В советское время работали колхозы «У мари ял», «У пасу» и «Восход».

## Население
Население составляло 128 человек (мари 100 %) в 2002 году, 138 в 2010.

## Известные уроженцы
Макарова Нина Альбертовна (род. 1963) — советская и российская артистка балета, балетмейстер, педагог. Артистка балета, педагог-репетитор Государственного ансамбля танца «Марий Эл» (1986―2016), балетмейстер народного ансамбля песни и танца «Сударушка» (1990―2014). Кандидат исторических наук, доцент Марийского государственного университета. Заслуженная артистка Российской Федерации (2016). Народная артистка Республики Марий Эл (2009).